# Gunilla Lundahl

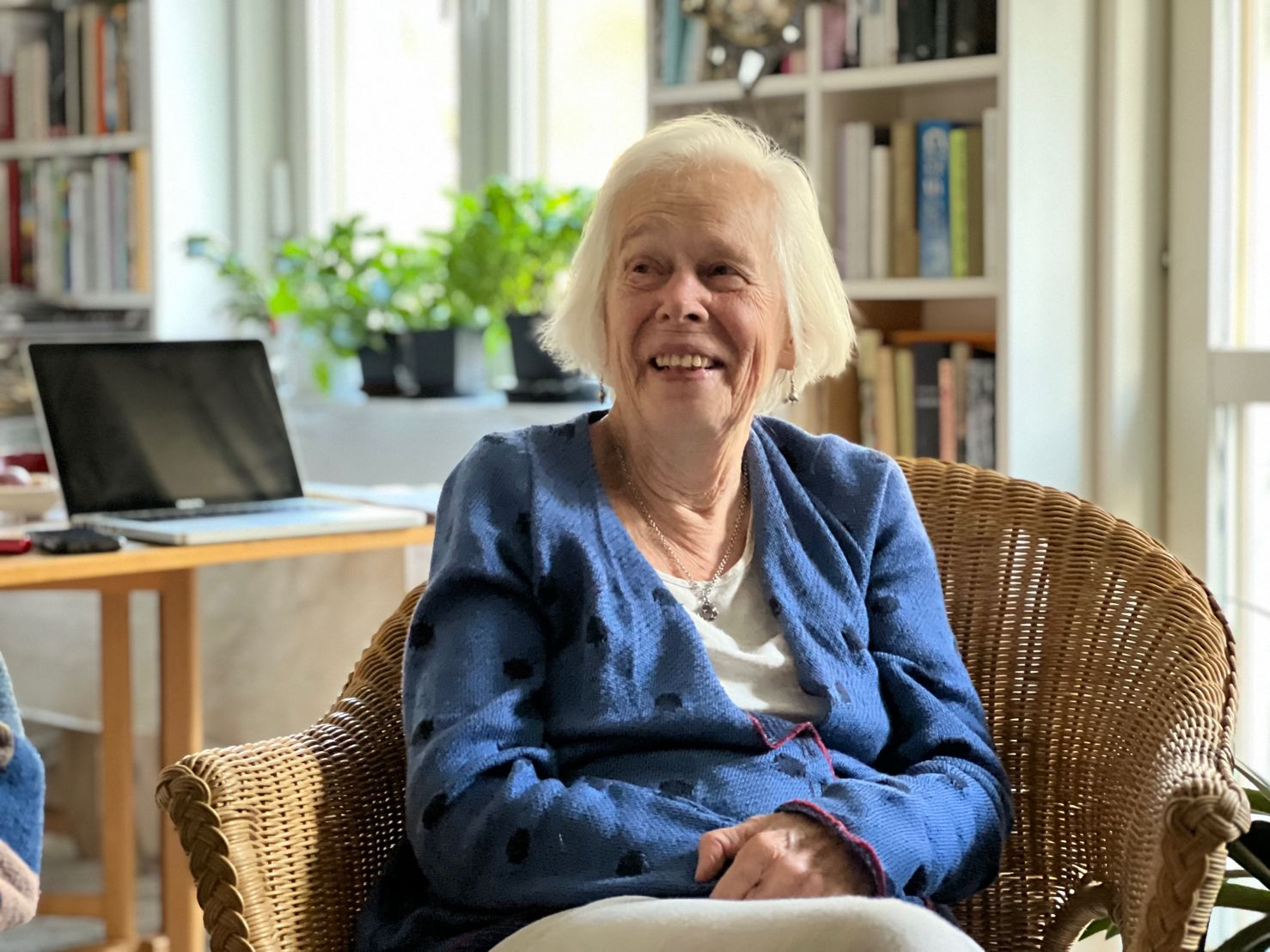
Gunilla Lundahl, fotograferad 2023.

Ingegärd Gunilla Lundahl, född 31 december 1936 i Byske församling, Västerbottens län, är en svensk journalist. 
Lundahl, som är dotter till medicine licentiat Olov Lindahl och Estrid Ericsson, blev filosofie kandidat 1962. Hon var verksam som journalist 1955–1960, redaktör för Form 1965–1969 och 1977–1987, redaktör för Arkitekttidningen 1971 och 1973–1977, Hon var frilans inom teater- och litteraturkritik på 1950-talet, miljö och form därefter och lärare vid Teckningslärarinstitutet 1969–1975. Hon har varit frilans och ansvarig för utställningar sedan 1987 samt bedrivit forskningsprojekt, bland annat Big – det lilla kollektivhuset. Hon var projektledare för utställningarna Modellen på Moderna museet (1968) och Det växer i Skellefteå (1972) samt utarbetade katalog och skriftserie för utställningarna Ararat 1976 och Bo 1985. Hon tilldelades Sveriges Arkitekters kritikerpris 1993.